# طوقچی
طوقچی یا به زبان محلی تخچی یا طخچی نام یکی از محله‌های قدیم اصفهان است. نام امروزی آن میدان قدس می‌باشد. وجه تسمیه طوقچی را گفته‌اند به خاطراین است که ابتدای دروازه شمالی اصفهان قدیم قرار داشته و دارای باغ‌های فراوان و حاصلخیز و مانند طوقی سبز گرداگرد شمالی اصفهان را دربر می‌گرفت این باغ‌ها اکثراً سلطنتی و محله یهودی‌نشین را که قسمت جنوبی این محله قرار داشت و همچنین در قسمت شرقی این محله قبرستان به قدمت پیش از صفویه بوده را از این قسمت کاملاً مجزا می‌ساخت.
در نزدیکی میدان طوقچی باغ بزرگی به نام باقوشخانه می‌باشد که تاریخ بنای آن به زمان صفویه بر می‌گردد. آنچه به نظر می‌رسد کاربرد این باغ علاوه بر استفاده تفریحی خاندان پادشاهی در ایام تابستان، پرورش مرغ‌های شکاری یا همان قوش یا شهباز که به ترکی طوغان نام دارد، بوده است. با توجه به این مطلب که به این نوع از مرغ یا به‌طور کلی در زبان ترکی به مرغ طوغان یا طوقی گفته می‌شده و پسوند چی در ادبیات برای استفاده کاربری شغلی به آن اضافه شده است مانند گاری چی پس طوقچی نشان از شغل یا حرفه افرادی داشته که پرورش مرغ‌های شکاری را عهده‌دار بوده‌اند و به طبع محله‌ای که این افراد همراه با خانواده در آن ساکن بوده‌اند را محلهٔ طوقچی می‌گفته‌اند.